# Koeleria tzvelevii
Koeleria tzvelevii, vrsta smilice, trajnice iz porodice trava. Endem je u Rusiji, i to u Zabajkalskom kraju, blizu [[Čita (Čitska oblast, Rusija)|Čite]]

## Vanjske poveznice
- Kew